# James in Oliver Phelps
James Andrew Eric in Oliver Martyn John Phelps, angleška filmska igralca, * 25. februar 1986, Sutton Coldfield, Anglija.
Najbolje sta poznana po vlogi bratov Weasley v filmih o Harryu Potterju.

## Biografija
James Andrew Eric in Oliver Martyn John Phelps sta se rodila 25. februarja 1986 v Sutton Coldfieldu, Anglija, Združeno kraljestvo. Oliver je približno 13 minut starejši. Hodila sta na Little Sutton Primary School in The Arthur Terry Secondary School, šolanje pa sta opustila leta 2004. Oba sta igralski talent pokazala  zgodnjih letih z igranjem v šolskih igrah. Leta 2000, pri njunih štirinajstih letih, sta dobila vlogo dvojčkov Weasley v filmu Harry Potter in kamen modrosti.
Oliverja in Jamesa lahko ločimo po znamenju, ki ga ima  Oliver na vratu ali brazgotini nad Jamesovo levo obrvjo.

## Osebni življenji
Oba dvojčka uživata v poslušanju glasbe, njuni najljubši izvajalci pa so Green Day, Bon Jovi, Red Hot Chili Peppers, The Foo Fighters, David Gray, in Feeder.
Rada igrata nogomet in oba obožujeta Real Madrid.

## Filmografija

### James Phelps
- Harry Potter in kamen modrosti (2001) - Fred Weasley
- Harry Potter in Dvorana skrivnosti (2002) - Fred Weasley
- Harry Potter in jetnik iz Azkabana (2004) - Fred Weasley
- Harry Potter in Ognjeni kelih (2005) - Fred Weasley
- Harry Potter in Feniksov red (2007) - Fred Weasley
- Harry Potter in Princ mešane krvi (2009) - Fred Weasley
- Kingdom (1 epizoda, 2009)[1] - Callum Anderson
- Harry Potter in Svetinje smrti (2010–2011) - Fred Weasley

### Oliver Phelps
- Harry Potter in kamen modrosti (2001) - George Weasley
- Harry Potter in Dvorana skrivnosti (2002) - George Weasley
- Harry Potter in jetnik iz Azkabana (2004) - George Weasley
- Harry Potter in Ognjeni kelih (2005) - George Weasley
- Harry Potter in Feniksov red (2007) - George Weasley
- Harry Potter in Princ mešane krvi (2009) - George Weasley
- Kingdom (1 epizoda, 2009)[1] - Finlay Anderson
- Harry Potter in Svetinje smrti (2010–2011) - George Weasley